# Jan Fryderyk (administrator arcybiskupstwa Bremy)
Jan Fryderyk (ur. 1 września 1579 r. na zamku Gottorp, zm. 3 września 1634 r. w Altkloster koło Buxtehude) – administrator arcybiskupstwa Bremy od 1596 r., książę-biskup Lubeki od 1607 r. i książę-biskup Verden od 1631 r.

## Życiorys
Jan Fryderyk był piątym, najmłodszym synem księcia szlezwicko-holsztyńskiego na Gottorp Adolfa I i Krystyny, córki landgrafa Hesji Filipa Wielkodusznego. Jego starszy brat Jan Adolf był jednocześnie księciem Holsztynu-Gottorp i administratorem arcybiskupstwa Bremy oraz biskupem Lubeki. Dzięki niemu Jan Fryderyk w 1593 r. został kanonikiem w Bremie, a w 1596 r. biskupem koadiutorem w Lubece. W 1596 r. Jan Adolf zrezygnował z arcybiskupstwa bremeńskiego na rzecz Fryderyka – kapituła zatwierdziła tę zmianę, ale ta decyzja wywołała spór w mieście. Później miasto sprzeciwiło się także małżeństwu Jana Fryderyka, obawiając się przekształcenia arcybiskupstwa w dziedziczne księstwo. Z kolei w 1607 r. Jan Adolf oddał Janowi Fryderykowi biskupstwo Lubeki. 
Jan Fryderyk był znakomitym zarządcą podległych sobie terytoriów. Zmodernizował strukturę urzędową i sądową oraz zapewniał sprawne funkcjonowanie aparatu skarbowego, którym osobiście kierował. Stłumił na swoich ziemiach procesy czarownic. Przejawiał skłonności kalwińskie. W Lubece w praktyce zapewnił dziedziczenie biskupstwa przez kolejnych książąt Holsztynu-Gottorp.
W polityce zagranicznej początkowo sprzymierzył się z królem Danii Chrystianem IV i nawet w 1621 r. mianował jako biskupa koadiutora w Bremie królewicza duńskiego Fryderyka. Gdy jednak Chrystian wkroczył do arcybiskupstwa Bremy i rozpoczął jego okupację, Jan Fryderyk przeniósł się do Lubeki i w wojnie pomiędzy cesarzem a Danią stanął po stronie cesarza. Po okupacji arcybiskupstwa przez cesarskie wojska Tilly'ego, gdy podjęto plan oddania tego księstwa w ręce Leopolda Wilhelma Habsburga, Jan Fryderyk sprzymierzył się z kolei z królem szwedzkim Gustawem II Adolfem. Dał w ten sposób Szwedom pretekst do zajęcia arcybiskupstwa i stał się od nich zależny.